# 名古屋市中小企業振興会館
名古屋市中小企業振興会館（なごやしちゅうしょうきぎょうしんこうかいかん）は、愛知県名古屋市千種区にあるコンベンション施設である。吹上ホール（ふきあげホール）の通称で知られる。

## 施設
吹上ホール、第1ファッション展示場、第2ファッション展示場の3つの展示場のほか、複数の集会施設などを備えており、会館内には市内の中小企業経営者に対する経営相談などを行う「名古屋市中小企業振興センター」「名古屋市新事業支援センター」を始めとして「なごやジョブサポートセンター」「公益財団法人名古屋市小規模事業金融公社」「公益財団法人名古屋市中小企業共済会」「名古屋商工協同組合協会」「名古屋中小企業振興会」「公益財団法人名古屋産業振興公社」などが事務所を構えている。

## 歴史

### 初代施設（1966年～1983年）
「中小企業の振興及び産業貿易の促進並びに市民福祉の向上を図る」事を目的として設置された。
- 1966年（昭和41年） - 旧吹上ホール（名古屋市吹上ホール）が現在の場所に開館。
- 1967年（昭和42年） - 名古屋市により財団法人名古屋市見本市協会が設立され、旧吹上ホールの管理を受託。
- 1969年（昭和44年） - イベント需要の拡大により名古屋市が旧吹上ホールの隣に附属館を建設。

### 2代目施設（1983年～）
- 1980年（昭和55年）
  - 12月5日、名古屋市中小企業振興会館の着工。設計は黒川紀章。
  - 既設の旧吹上ホールの利用者にできる限り支障がないよう、三期に分けて施工された。
    - 第1期：旧吹上ホール本館の南半分を取り壊し、新吹上ホールの南部分を建築（1981年8月31日竣工）。
    - 第2期：旧吹上ホール本館の残り北半分を取り壊し、新吹上ホールの全体を完成（1982年7月1日竣工）。
    - 第3期：会館棟及びファッション展示場棟を建築し、最後に旧吹上ホール附属館を取り壊して外構を整備（1983年9月30日竣工）。
- 1983年（昭和58年）
  - 9月30日、名古屋市中小企業振興会館の竣工。
  - 10月1日、名古屋市中小企業振興会館の開館。
- 1996年（平成8年）
  - 2月1日、財団法人名古屋市見本市協会を母体として、新たに財団法人名古屋都市産業振興公社を設立。
  - 3月31日、財団法人名古屋市見本市協会を解散。
- 2006年（平成18年） - 指定管理者制度の導入。名古屋市は2009年（平成21年）度までの指定管理者として財団法人名古屋都市産業振興公社を指定。
- 2010年（平成22年） - 名古屋市が、2013年（平成25年）度までの指定管理者として財団法人名古屋都市産業振興公社を指定。同年9月、財団法人名古屋都市産業振興公社が財団法人名古屋市工業技術振興協会との合併に伴い、財団法人名古屋産業振興公社に名称変更。
- 2012年（平成24年）- 財団法人名古屋産業振興公社が公益財団法人名古屋産業振興公社へ移行。
- 2014年（平成26年）- 名古屋市は2018年（平成29年）度までの指定管理者として公益財団法人名古屋都市産業振興公社を指定。
- 2018年（平成30年）- 名古屋市は2022年（令和4年）度までの指定管理者として公益財団法人名古屋都市産業振興公社を指定。

## 施設
吹上ホール（大展示場棟1階）
- 展示面積：5,327m2
- 床荷重：5t/m2
- 天井高：11.5m

第1ファッション展示場（ファッション展示場棟2階）
- 展示面積：1,838m2（東：926m2／西：912m2）
- 床荷重：1t/m2
- 天井高：5m（一部2.45m）

第2ファッション展示場（会館棟3階）
- 展示面積：915m2（東：553m2／西：362m2）
- 床荷重：300kg/m2
- 天井高：3.2m

メインホール（会館棟7～8階）
- 席数：シアター430席

展望ホール（会館棟9階）
- 床面積：425m2（第1室：212.5m2／第2室：212.5m2）
- 天井高：2.6m
- 収容人数：200名

会議室（会館棟4階）
- 第1会議室～第10会議室
- 床面積：30～183m2
- 定員：16～144名

## 交通アクセス
- 名古屋市営地下鉄桜通線「吹上駅」下車、徒歩で約5分。
- 名古屋市営バス「吹上」バス停下車、徒歩ですぐ。
  - バスは名古屋駅、栄、大曽根駅などから利用できる。